# Orit Strook
Orit Strook, celým jménem Orit Malka Strook (hebrejsky אורית סטרוק nebo אורית מלכה סטרוק‎, Orit Struk, * 15. března 1960 Jeruzalém), je izraelská politička a poslankyně Knesetu za stranu Národní náboženská strana-Náboženský sionismus (od roku 2021) a dříve za Židovský domov (2013–2015). Bývá označována za krajně pravicovou političku. Od prosince 2022 je ministryní osídlení. Je současně přední aktivistkou za osídlování Západního břehu Jordánu. Založila také nevládní neziskovou organizaci Organizace pro lidská práva v Judeji a Samaří.

## Biografie
Narodila se v Jeruzalémě v konzervativně židovské rodině právníků. Své druhé jméno má na paměť babičky, básnířky Malky Nešer. Studovala prestižní střední školu při Hebrejské univerzitě v Jeruzalémě. Na konci střední školy se obrátila k víře. Sblížila se s rodinou rabína Chajima Drukmana a seznámila se tak se svým budoucím manželem rabínem Avrahamem Strookem, jenž byl studentem Chajima Drukmana. Avraham Strook působí jako rabín v ješivě Machon Me'ir. S manželem se přestěhovala do města Jamit. Po zániku této izraelské osady na Sinajském poloostrově v roce 1982 kvůli vrácení Sinaje pod suverenitu Egypta přesídlila rodina Strookových do Hebronu, kde patřila mezi první židovské osadníky v obnovené židovské čtvrti a žije tu už po třicet let. Působí jako aktivistka za práva izraelských osadníků. Vede právní a dokumentační servis pro osadníky při jejich konfrontacích s Palestinci či izraelskou armádou.
V roce 2006 neúspěšně kandidovala ve volbách do Knesetu za koalici Národní jednota - Národní náboženská strana.
Ve funkčním období Knesetu v letech 2009–2013 byla předsedkyní lobby Země izraelské, která sdružovala 42 poslanců Knesetu a která blokovala případné územní ústupky Palestincům. Lobby úspěšně prosadila zařazení některých historických objektů na Západním břehu Jordánu mezi izraelské národní kulturní památky. Ve volbách v roce 2013 byla zvolena do Knesetu za stranu Židovský domov. V Knesetu byla hlasitou odpůrkyní podpory hnutím neortodoxního judaismu. V roce 2015 z Knesetu vypadla. Ve volbách v letech 2019 a 2020 kandidovala na kandidátní listině Jaminy, ale neuspěla.
Do Knesetu se vrátila v roce 2021 na kandidátní listině Náboženského sionismu. V roce 2022 pronesla, že by lékaři měli mít možnost odmítnout léčit homosexuální osoby, pokud to je proti jejich náboženskému přesvědčení. V prosinci 2022 se v šesté vládě Benjamina Netanjahua stala ministryní osídlování.
V lednu 2025, v době války, hlasovala na jednání vlády proti přijetí dohody o příměří s Hamásem. Po přijetí dohody, kterou zprostředkovaly také Spojené státy americké, Strook prohlásila, že si „USA nezaslouží být nazvány přítelem Izraele“.
Je vdaná, má jedenáct dětí a dvanáct vnoučat (2013). Žije v osadě Avraham Avinu na Izraelem okupovaném Západním břehu Jordánu. V roce 2007 byl její syn Cvi odsouzen za etnicky motivované násilí proti palestinskému nezletilému chlapci a za zabití jeho kozy. Cvi byl odsouzen na třicet měsíců v izraelském vězení. Orit Strook uvedla, že „oproti soudu, který uvěřil arabským svědkům, ona raději věří svému synovi“.